# 向ソ一辺倒
向ソ一辺倒（こうソいっぺんとう）または単に一辺倒（いっぺんとう）とは、中華人民共和国が建国当初にとっていたソビエト連邦（ソ連）に対する外交方針である。単にソ連と同盟を結ぶというだけでなく、共産主義陣営を支持し、帝国主義と米国主導の資本主義陣営に対抗するという意味もあった。この政策は1950年代初頭の中国の外交政策の基礎を築いた。中国による社会主義体制の選択、ソ連の援助を受けての両弾一星の成功、朝鮮戦争に至るまでの共闘は、世界に大きな影響を与えた。しかし、1950年代後半より相互間で批判や意見不一致が生じるようになっていき、両国の関係は決裂、中ソ対立へと向かっていくことになった。

## 概要
第二次世界大戦後、ソ連が社会主義陣営を、米国が資本主義陣営をリードするという新しい国際秩序が生まれた。中華人民共和国（以下、単に「中国」と書く）の初期、ソ連の指導者ヨシフ・スターリン書記長は、中国が西側の米国主導の資本主義陣営と国交を樹立し、ソ連の外交戦略を弱体化させることを恐れ、中国に親善を申し出た。ソ連は中国建国前から支援を行い、中華人民共和国を世界で初めて国家承認した。中国も、数年に及ぶ国共内戦を経て弱体化しており、外国からの政治的、経済的、軍事的な支援を必要としていた。さらに、米国は中華民国政府を支援し、中国共産党との国交樹立を拒否し、経済制裁を加えていた。
1949年6月30日、中国共産党主席毛沢東は「一辺倒」の政策を発表した。これは、同時に発表した「另起炉灶」、「打掃乾浄屋子再請客」と合わせて、建国初期の中国の三大外交政策を構成していた。毛沢東は、中国は世界のプロレタリア革命の一部であり、革命の勝利はソ連の援助なしには達成できないので、中国はソ連と同じ戦線に立ち、ソ連の開発モデルを採用して国を豊かにし、世界のすべての民主主義勢力を団結させるべきだと述べた。また、中国人民は帝国主義に戻るか社会主義に進むかのどちらかであって、「第三の道」はないとし、中国は旧世界を打倒し、西欧帝国主義の侵攻を防ぐためには、一辺倒にならなければならないと述べた。
その後、中国とソ連はイデオロギー的に対立し、国際戦略の根底にある目的についても意見が分かれるようになった。既に中国人はロシア人に好意を持っておらず、ソ連も毛沢東や中国共産党を疑っていた。その結果、中ソ対立へと向かい、中国は「一辺倒」政策を放棄し、反米・反ソの「二本線」政策を採用した。1972年のニクソン訪中後は、米国との「反ソ連立」に変わった。
「一辺倒」という言葉自体は宋代の『近思録』にも存在し、「一つの考えに偏ること」の意味で用いられている。日本では、一辺倒政策以前にも使用例はあるが、毛沢東の一辺倒政策によって広く知られるようになった。

## 影響

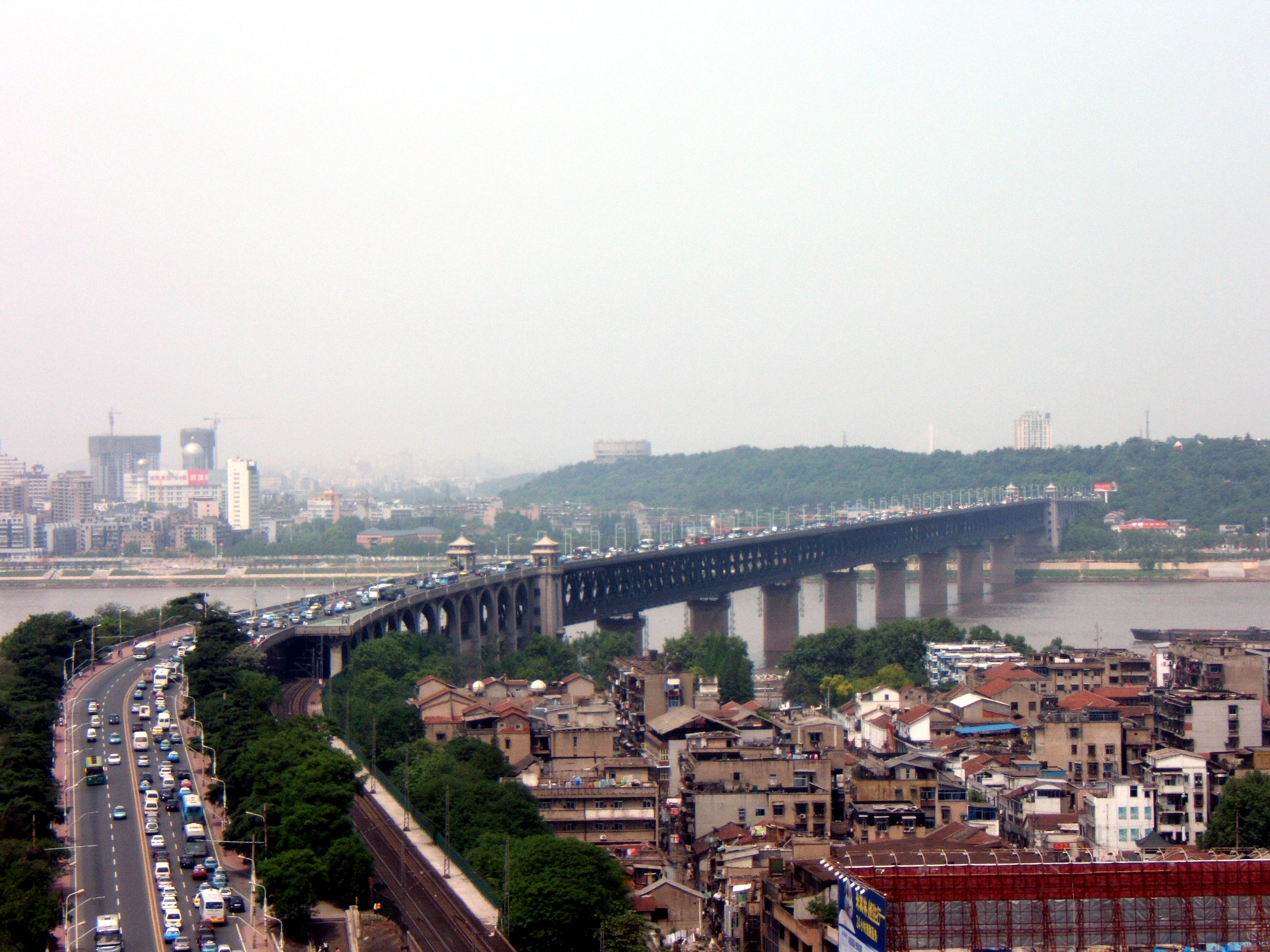
1955年から1957年にかけてソ連の援助を受けて建設された武漢長江大橋

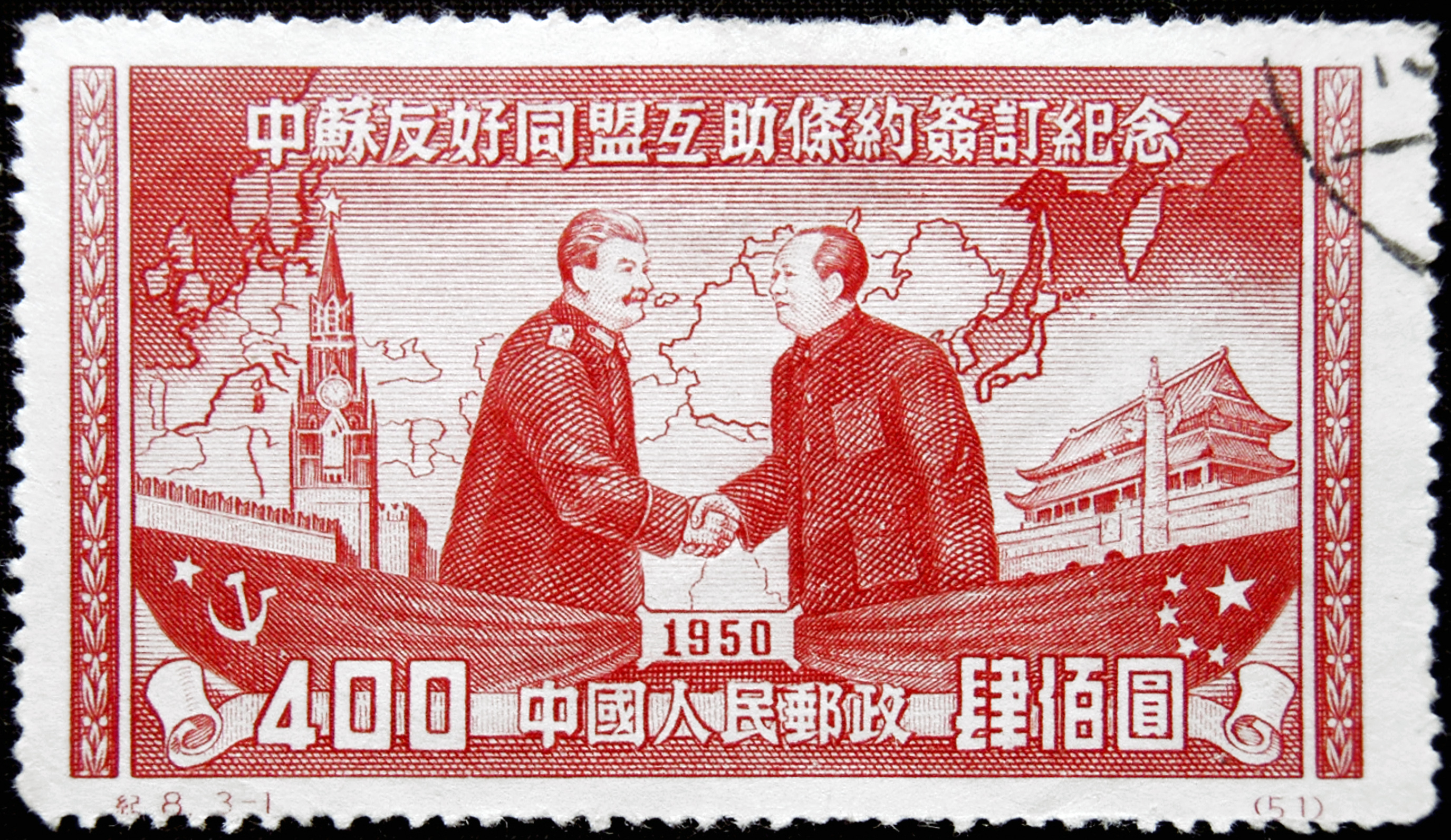
「中ソ友好同盟相互援助条約」記念切手

毛沢東は「一辺倒」政策の実行に伴い、教育（外国語はロシア語のみを教えるなど）、経済発展、都市建設のコンセプトなど、あらゆる面においてソ連のモデルに従うことを決めた。この「一辺倒」政策は、ソ連や東欧の衛星国家と緊密な関係を築いている当時の他の社会主義国にも、当時の国民党政権下の中華民国との関係を断ち切り、中華人民共和国と国交を樹立する意欲を持たせた。しかし、それはまた、欧米の資本主義陣営から中国を孤立させた。中国が共産国家陣営を支持していたことが、後に朝鮮戦争で北朝鮮を支援するようになった理由の一つである。
「一辺倒」の実施により、中国はソ連との距離を縮めた。「一辺倒」政策を実施した直後の1949年12月、毛沢東はスターリンの70歳の誕生日を祝うためにソ連を訪問し、ソ連との友好条約の締結を求めた。当初スターリンは毛沢東を無視したが、毛沢東は中国に戻ると脅迫したので、スターリンは中国との軍事同盟の締結、3億ドルの融資、工業化と軍事近代化のための多くの科学者・技術者・軍事顧問の中国の派遣に合意した。翌年には有効期限を30年とする中ソ友好同盟相互援助条約が結ばれ軍事同盟や技術協力など幅広い協力関係の構築を目指していた。1953年、ソ連は中国に東清鉄道の共同所有権を与え、1955年には旅順港のソ連権益の廃止と新疆の企業の共同出資を発表、1957年には中国の核開発を支援することで合意し、その1年後には重水炉を贈与した。1952年、毛沢東は中ソ関係を「持久的、牢不可破的、戦無不勝的」（永続的で、壊れることがなく、戦いに負けることがない）と表現し、劉少奇は中ソ同盟を「資本主義国同士の間に内在する状況とは異なり、我々の間には二重性はないし、他国による一国の抑圧や略奪もない」と述べた。また、「一辺倒」の実施により、米国は中国共産党に影響を与える政策を放棄した。
「一辺倒」政策は、政治だけでなく、当時の中国文化にも大きな影響を与えた。「列寧装」（レーニンドレス）や「布拉吉」（ワンピースを意味するロシア語のПлатье（プラーチィ）の音訳）などのロシアの衣装を中国人が着用するようになった。人々は顔を合わせると「達瓦力士」（タワリシ、同志を意味するロシア語Товарищ（タヴァーリシチ）の音訳）と呼び合った。ロシア語の名前を音訳した名前を名乗るようになった。若者はロシアの歴史上の人物や文学に目を向けた。新聞や雑誌には「蘇聯老大哥」（ソ連は偉大な兄弟）、「蘇聯的今天就是我們的明天」（今日のソ連は私たちの明日）などのプロパガンダスローガンが載った。その結果、中国ではスターリンに対する個人崇拝が生まれた。スターリンの死後、中国各地で半旗が掲げられ、黙祷が捧げられた。